# 한국인증농산물생산자협회
한국인증농산물생산자협회는 친환경인증·품질인증 농산물을 대중화하고, 생산및 품질관리기술 보급을 통해 친환경인증·품질인증제도의 정책발전에 기여할 목적으로 2002년 2월 7일 설립된 대한민국 농림수산식품부 소관의 사단법인이다. 사무실은 서울특별시 서초구 서초동 1506-53, 101호에 있다.

## 주요 사업
- 우수농산물, 지리적표시농산물, 친환경인증농산물 등의 생산기술 및 품질관리교육
- 우수농산물, 지리적표시농산물, 친환경인증농산물 등의 판매 및 홍보사업
- 우수농산물, 지리적표시농산물, 친환경인증농산물 등의 생산기기자재 보급 사업
- 국민생활체육 친환경농업 어머니 배구단 운영 사업
- 회원자격보완 등 필요한 정반 변경사업 및 목적사업 변경에 따른 시범사업